# (10806) Mexico
(10806) Mexico est un astéroïde de la ceinture principale.

## Description
(10806) Mexico est un astéroïde de la ceinture principale. Il fut découvert le 23 mars 1993 à Caussols par Eric Walter Elst. Il présente une orbite caractérisée par un demi-grand axe de 3,19 UA, une excentricité de 0,11 et une inclinaison de 6,2° par rapport à l'écliptique.

## Compléments